# 북한산 진흥왕 순수비지
북한산 진흥왕 순수비지(北漢山 眞興王 巡狩碑址)는 대한민국의 사적으로 서울 북한산 신라 진흥왕 순수비(국보 제3호)가 있던 자리이다. 원래의 비는 풍화가 심하여 1972년에 경복궁 내 국립중앙박물관으로 옮겨졌다. 본 위치는 1972년 7월 24일 사적 제228호 지정되어 표석이 세워져 있다.

## 개요
신라는 진흥왕 때 삼국 항쟁의 대열에 뛰어들어 한반도 전체의 심장부라고 할 수 있는 한강유역으로 진출하였다. 진흥왕은 재위 12년(551)에 백제와 손잡고 당시 고구려가 점령하고 있던 죽령(竹嶺) 이북의 한강 상류로 진격하여 이곳에 10여개의 군(郡)을 설치하였고, 여세를 몰아 14년(553)에는 백제가 차지하고 있던 한강 하류지역으로 진출하였다. 이곳에 신주(新州)를 설치하고 광주(廣州)지방을 그 치소(治所)로 삼으면서부터 신라는 현재의 서울 지역을 북방 경영의 군사적 거점으로 삼아 삼국통일의 기반을 조성하기 시작했다. 진흥왕은 16년(555) 10월 북한산을 순행하여 강역(疆域)을 확정하였고, 11월에는 돌아오는 길에 통과한 여러 고을에 1년간의 세금을 면제해 주는 한편 특별사면을 베풀어 사형수 이하의 죄수들을 석방하도록 조처했는데, 북한산순수비는 이를 기념하여 세운 것으로 짐작된다.
순수비는 승가사(僧伽寺) 뒤쪽에 위치한 표고 556m의 큰 바위 위에 세워져 있었는데, 여기서 산봉우리 이름인 비봉(碑峰)이 유래되었다. 순수비는 큰 바위의 꼭대기를 파내어 비석 받침[碑座]을 만들었다. 바위의 남쪽으로 뻗쳐나간 조금 낮고 비교적 평평한 부분을 택하여, 여기에 3층의 단(段)을 만들어 비를 세운 비석 받침을 만든 것이다.
제1단은 바위의 표면을 깎아내어 가로 약 106.1cm․세로 약 51.5cm․높이 약 6.1cm로 되어 있고, 제2단은 여기에 폭 18.2cm․높이 약 4.8cm 되는 면을 둘러쌓았으며, 제3단은 다시 폭 18.2cm 되는 면을 둘렀다. 그런데 제3단은 그 앞면을 제외하고는 세 방향 모두 떨어져나가 형태를 알아보기 어렵게 되어 있다. 더욱이 각 단 모두 바위가 부식하고 또한 모서리가 떨어져나간 까닭에 그 넓이를 정확하게 측정하기 어렵다. 비석 받침의 중앙에는 폭 71.5cm․두께 16. 6cm쯤 되는 장방형의 홈을 파서, 이곳에 비신(碑身)을 깊숙이 세웠다. 지난날 비신은 이곳에 동남쪽으로 70°쯤 기울어진 방향으로 꽂혀져서 현저하게 뒤쪽으로 기울어져 있었다.
순수비는 건립 후 오랫동안 사람들의 기억에서 잊혀져 무학대사(無學大師)의 왕심비(枉尋碑) 혹은 글자가 없는 소위 몰자비(沒字碑)로 알려져 오다가, 19세기 초 김정희(金正喜)가 승가사에 들렀다가 이곳에 찾아와 이끼로 뒤덮인 비면을 닦아내고 판독함으로써 진흥왕순수비임이 알려졌었다. 진흥왕순수비는 북한산비 이외에도 마운령비(摩雲嶺碑), 황초령비(黃草嶺碑), 창녕비(昌寧碑) 등이 있다. 이전 직후인 1972년 8월 25일에 비를 이전했다는 사실을 적어놓은 모조비를 이곳에 세워놓았다가 2006년 10월 19일에 모조비를 철거하고 원래의 비석과 유사하게 만든 복제비를 새로 설치했다.

## 같이 보기
- 서울 북한산 신라 진흥왕 순수비 - 국보 제3호

## 참고 자료
- 북한산 진흥왕 순수비지 - 국가유산청 국가유산포털
- 본 문서에는 서울특별시에서 지식공유 프로젝트를 통해 퍼블릭 도메인으로 공개한 저작물을 기초로 작성된 내용이 포함되어 있습니다.